# Occhiatana
Occhiatana [ɔkjatana] est une commune française située dans la circonscription départementale de la Haute-Corse et le territoire de la collectivité de Corse. Le village appartient à la piève de Tuani, en Balagne.

## Géographie

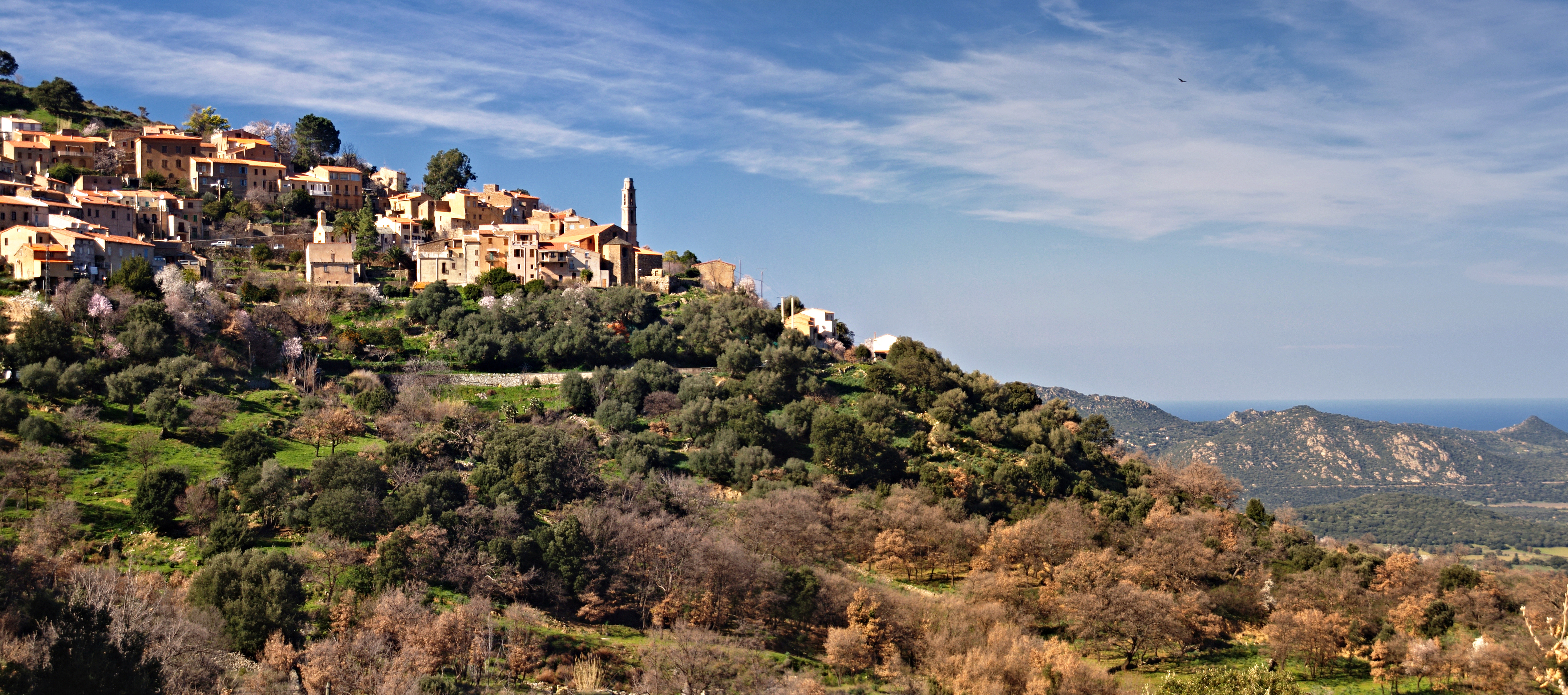

### Situation
Occhiatana est située au sud-est de la Balagne.
Son territoire est enserré entre ceux de Ville-di-Paraso à l'ouest et de Belgodère à l'est. Au sud, elle est séparée du Parc naturel régional de Corse par la chaîne de hautes montagnes qui marque les limites méridionales de la Balagne. Au nord, la commune possède une très courte façade maritime, autour de la petite anse d'Algaja.
Communes limitrophes

### Géologie et relief
Les limites en sont à l'ouest, le lieu-dit Saleccia avec la présence d'une ancienne tour génoise carrée ruinée, et à l'est, à un kilomètre de l'anse, Lozari avec une autre tour génoise ruinée et l'embouchure du Regino.
Entre mer et montagne, la plaine du Regino porte le nom du petit fleuve côtier qui l'arrose. Le Monte d'Ortu (176 m) en est un point remarquable. Le Regino est le principal cours d'eau de la commune qu'il traverse sur près d'un kilomètre et demi. Il passe au hameau de Tesa où avait été édifié le moulin de Timothée.
De culture ancestrale l'olivier est présent sur tout le territoire de la commune.

### Voies de communication et transports

#### Accès routiers
La commune est traversée au sud par la route départementale D 71 encore appelée « Route corniche de la Balagne » puisqu'elle relie un grand nombre de villages balanins. Au nord, la RN 197 longe son littoral maritime.
Le village se situe entre Belgodère et Costa. Une bretelle permet de rejoindre le village et le traverser. Il domine la plaine du Regino.

#### Transports
La commune est traversée par la ligne des CFC avec un arrêt près du lieu-dit San Sebastianu.

## Urbanisme

### Typologie
Au 1er janvier 2024, Occhiatana est catégorisée commune rurale à habitat très dispersé, selon la nouvelle grille communale de densité à sept niveaux définie par l'Insee en 2022.
Elle est située hors unité urbaine. Par ailleurs la commune fait partie de l'aire d'attraction de L'Île-Rousse, dont elle est une commune de la couronne,. Cette aire, qui regroupe 12 communes, est catégorisée dans les aires de moins de 50 000 habitants,.
La commune, bordée par la mer Méditerranée, est également une commune littorale au sens de la loi du 3 janvier 1986, dite loi littoral. Des dispositions spécifiques d’urbanisme s’y appliquent dès lors afin de préserver les espaces naturels, les sites, les paysages et l’équilibre écologique du littoral, tel le principe d'inconstructibilité, en dehors des espaces urbanisés, sur la bande littorale des 100 mètres, ou plus si le plan local d’urbanisme le prévoit.

### Occupation des sols
L'occupation des sols de la commune, telle qu'elle ressort de la base de données européenne d’occupation biophysique des sols Corine Land Cover (CLC), est marquée par l'importance des forêts et milieux semi-naturels (65,7 % en 2018), néanmoins en diminution par rapport à 1990 (70,6 %). La répartition détaillée en 2018 est la suivante : 
milieux à végétation arbustive et/ou herbacée (38,7 %), zones agricoles hétérogènes (31,6 %), espaces ouverts, sans ou avec peu de végétation (24,8 %), forêts (2,2 %), zones urbanisées (1,6 %), cultures permanentes (0,9 %), eaux maritimes (0,2 %). L'évolution de l’occupation des sols de la commune et de ses infrastructures peut être observée sur les différentes représentations cartographiques du territoire : la carte de Cassini (XVIIIe siècle), la carte d'état-major (1820-1866) et les cartes ou photos aériennes de l'IGN pour la période actuelle (1950 à aujourd'hui).

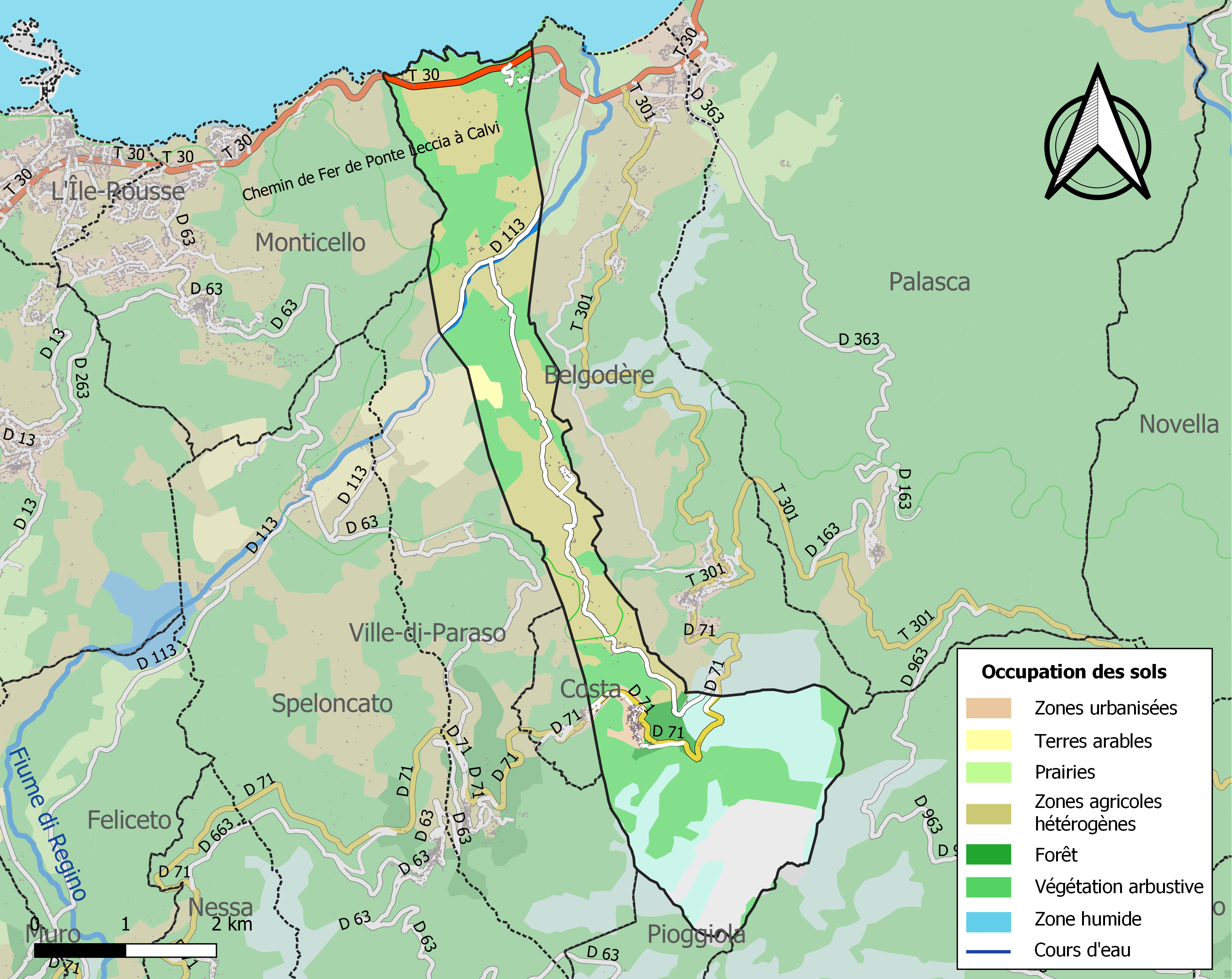
Carte des infrastructures et de l'occupation des sols de la commune en 2018 (CLC).

## Histoire

### Antiquité
Des vestiges de la chapelle San Vincensiu encore visibles au-dessus de l'anse d'Algaja, datent de la fin du Xe siècle. Celle-ci avait été édifiée sur l'emplacement d'une ancienne chapelle de la fin du IVe siècle.

### Temps modernes
Au XVIe siècle, les Génois érigèrent sur le littoral la Tour carrée de Pianosa aujourd'hui ruinée, entre la Tour de Saleccia et la Tour de Lozari. Au XVIIe siècle fut bâtie au village l'église baroque Santa Maria Assunta.
Occhiatana constituait le centre de l'ancienne piéve de Tuani et avait Costa pour hameau. Rattachée ensuite à Ville-di-Paraso, Occhiatana est devenue une commune à part entière à la Révolution française.

### Époque contemporaine

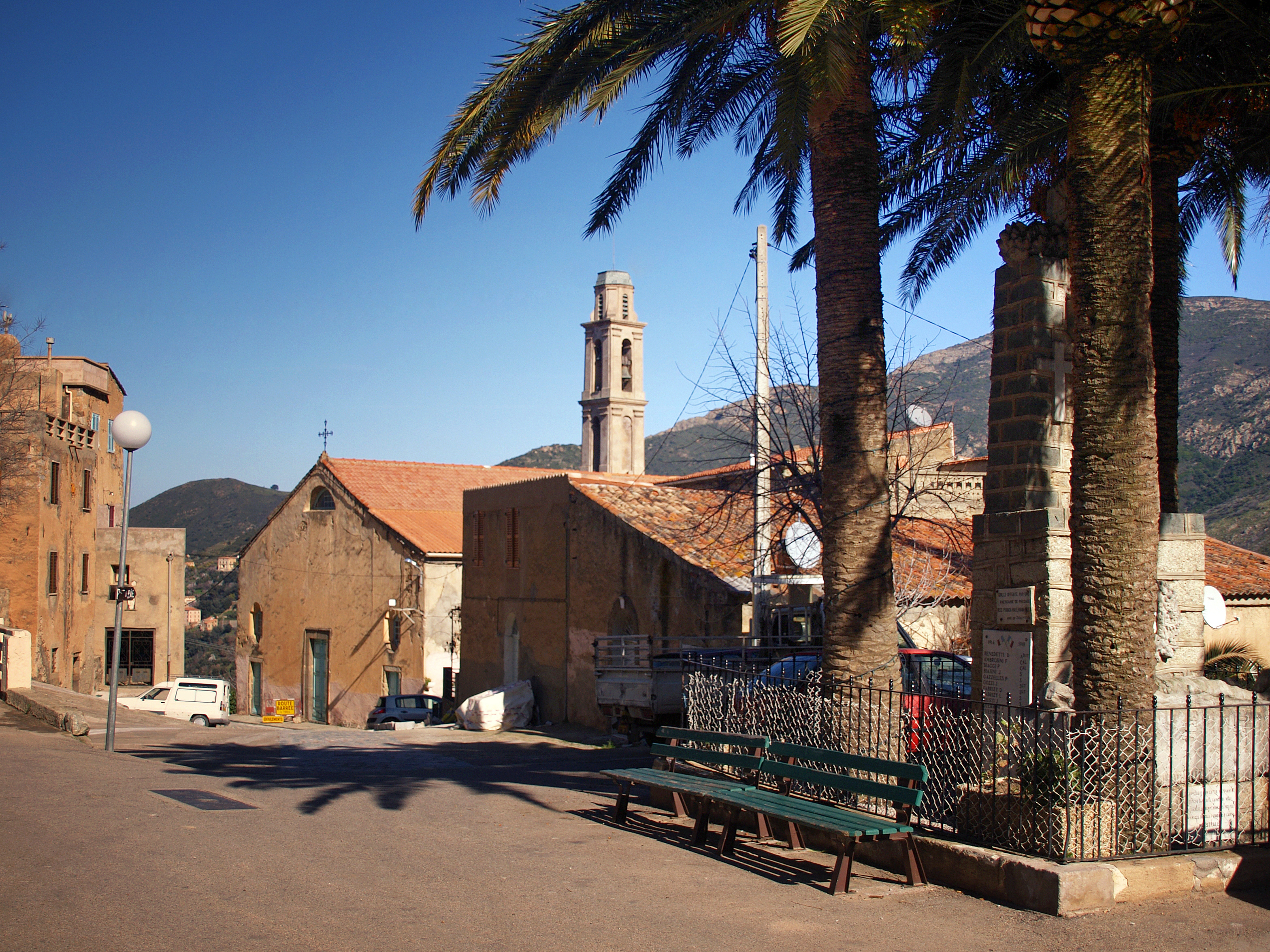
Monuments aux morts et église.

## Politique et administration

### Liste des maires
| Période                                  | Période  | Identité                   | Étiquette | Qualité     |
| ---------------------------------------- | -------- | -------------------------- | --------- | ----------- |
| avant 1904                               | ?        | Jacques Orsolani           |           |             |
| maire en 1935                            | 1943     | François Antoine Lanzalavi |           |             |
| maire en 1943                            | 1971     | Laurent Ambrosini          |           |             |
| 1971                                     | 1991     | Charles Volpéi             |           |             |
| Avril 1991                               | 2011     | Jean Pasquin Mattei        | .         | .           |
| Décembre 2011                            | En cours | Stéphane Orsoni            | DVD       | Agriculteur |
| Les données manquantes sont à compléter. |          |                            |           |             |

## Démographie
L'évolution du nombre d'habitants est connue à travers les recensements de la population effectués dans la commune depuis 1800. Pour les communes de moins de 10 000 habitants, une enquête de recensement portant sur toute la population est réalisée tous les cinq ans, les populations de référence des années intermédiaires étant quant à elles estimées par interpolation ou extrapolation. Pour la commune, le premier recensement exhaustif entrant dans le cadre du nouveau dispositif a été réalisé en 2007.

En 2022, la commune comptait 245 habitants, en évolution de +8,89 % par rapport à 2016 (Haute-Corse : +5,15 %, France hors Mayotte : +2,11 %).
| 1800 | 1806 | 1821 | 1831 | 1836 | 1841 | 1846 | 1851 | 1856 |
| ---- | ---- | ---- | ---- | ---- | ---- | ---- | ---- | ---- |
| 471  | 501  | 540  | 548  | 613  | 657  | 672  | 675  | 688  |

| 1861 | 1866 | 1872 | 1876 | 1881 | 1886 | 1891 | 1896 | 1901 |
| ---- | ---- | ---- | ---- | ---- | ---- | ---- | ---- | ---- |
| 670  | 657  | 628  | 720  | 647  | 658  | 710  | 733  | 695  |

| 1906 | 1911 | 1921 | 1926 | 1931 | 1936 | 1946 | 1954 | 1962 |
| ---- | ---- | ---- | ---- | ---- | ---- | ---- | ---- | ---- |
| 650  | 608  | 533  | 416  | 448  | 377  | 371  | 325  | 179  |

| 1968 | 1975 | 1982 | 1990 | 1999 | 2006 | 2007 | 2012 | 2017 |
| ---- | ---- | ---- | ---- | ---- | ---- | ---- | ---- | ---- |
| 154  | 178  | 185  | 165  | 163  | 172  | 173  | 176  | 246  |

| 2022 | - | - | - | - | - | - | - | - |
| ---- | - | - | - | - | - | - | - | - |
| 245  | - | - | - | - | - | - | - | - |

### Manifestations culturelles et festivités
- La fête patronale se fête le 24 août, jour de la Saint-Barthélemy (San Bartulumeu). Les festivités durent trois jours.
- Occhiatana est située sur la Strada di l'Artigiani, la route des Artisans de Balagne. L'atelier de poterie Terra è Focu - Place de l'église, est ouvert au public tous les jours toute l'année de 10 h à 13 h et de 14 h 30 à 19 h 30.

### Cultes
L'église paroissiale Santa Maria Assunta relève du diocèse d'Ajaccio.

## Économie
Au XXe siècle dernier, les habitants vivaient de l'agriculture et de l’artisanat : plantations de mûriers pour les élevages de ver à soie, d'oliviers, d'amandiers, de cédrat et de vigne, ainsi que le pastoralisme (brebis et chèvres) procuraient l'essentiel des revenus. De nos jours, il n'y a aucun viticulteur dans la commune mais encore plus d'une dizaine de bergers. Plusieurs entreprises de BTP et deux de ferronneries s'y sont installées, ainsi que plusieurs artisans. L'artisanat d'art est présent avec un atelier de sculpteur et un de poterie.

## Culture locale et patrimoine

### Lieux et monuments
- Monument aux morts.
- Stèle du Curé Costa Savelli dit Prete Zuaglia' 1789 – 1875 au centre du village, hommage de reconnaissance du conseil municipal, sur laquelle est inscrit : « Par lui la commune a conservé les biens de Monti revendiqués dans un procès. Il le soutint et le gagna en 1874 ».

#### Tour de Pianosa
La Tour carrée de Pianosa, dite aussi Cala Rossa ou Di Tre Moline, a été érigée au XVIe siècle par les Génois à 36 mètres d’altitude, au-dessus de la petite anse d'Algaja. Cette tour de guet contre les invasions barbaresques est alignée sur le littoral avec les tours de Losari (Belgodère) et de Saleccia (Monticello) toutes deux également ruinées.

### Patrimoine culturel

#### Tombeau du sculpteur Damaso Maestracci
Le tombeau du sculpteur Maestracci Damaso construit en 1928, propriété d'une personne privée, inscrit sur l'inventaire supplémentaire par arrêté du 13 février 1989, MH en 1992Notice no IA2B001258, sur la plateforme ouverte du patrimoine, base Mérimée, ministère français de la Culture.

#### Église paroissiale Saint-Barthélémy

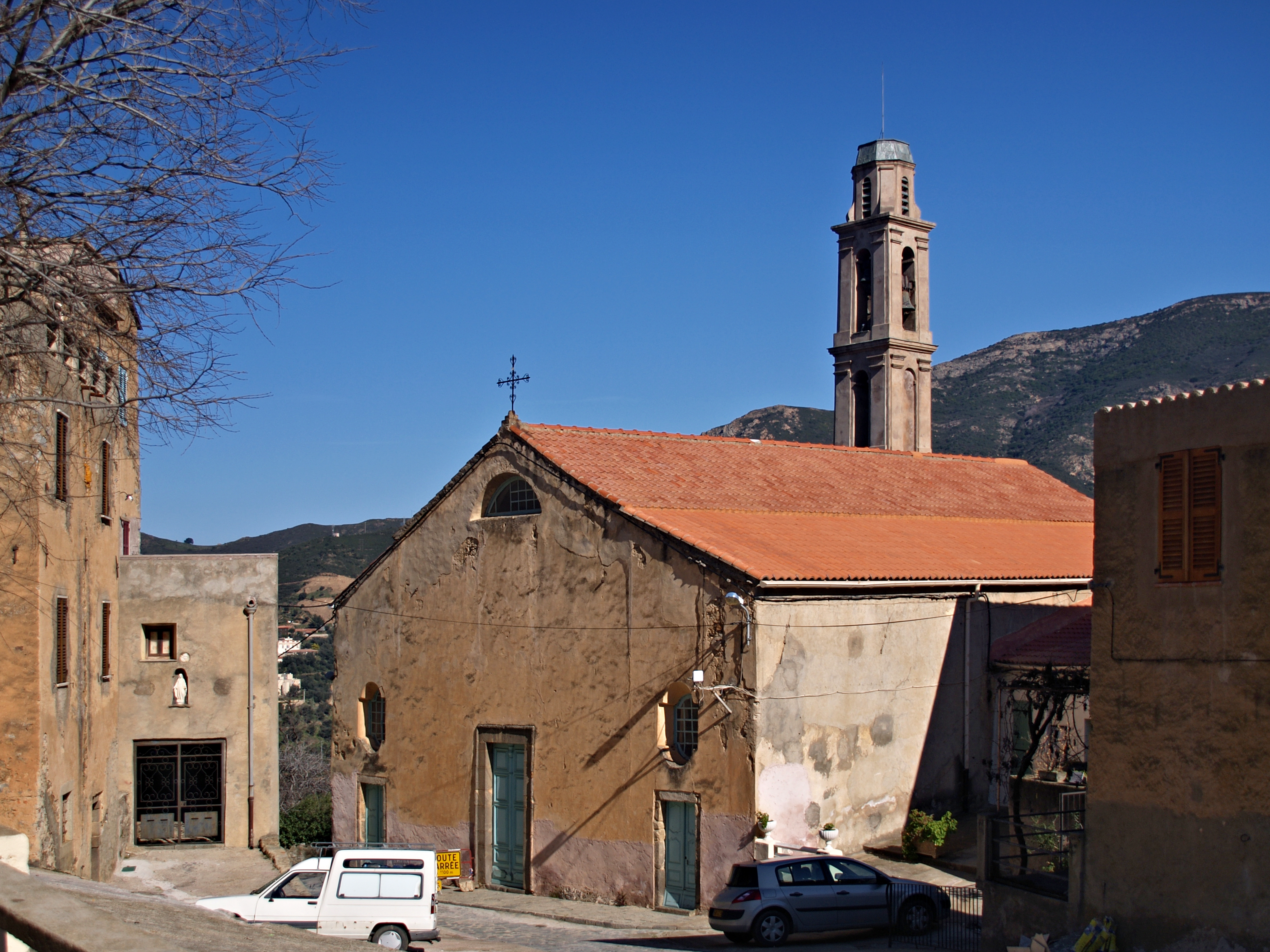
L'église.

Elle est l'ancienne église de l'Assomption, l'actuelle église paroissiale Saint-Barthélémy.
L'église Santa Maria Assunta date du 2e quart du XVIIe siècle. Reconstruite en 1620, remaniée en 1627, elle est dotée d'un clocher baroque à trois étages avec lanternon. Le clocher sera détruite trois fois par la foudre (avril 1847, novembre 1876 et novembre 1904). Elle remplissait les fonctions d'église paroissiale dont le titre est alors toujours détenu par l'église Saint-Barthélémy éloignée du village. Érigée en cure entre 1646 et 1740, elle prend alors le vocable de Saint-Barthélémy.
Elle renferme quatre-vingt seize (96) œuvres et objets repris à l'Inventaire général du patrimoine culturel propriétés de la commune dont les statues Vierge à l'Enfant (XVIe siècle, 1er quart XVIIe siècle) qui proviendrait de l'ancien couvent de Tuani (Costa), et saint Antoine et l'Enfant Jésus XVIIe siècle), donnée à la commune par un moine du couvent originaire du pays.

#### Ancienne chapelle de confrérie

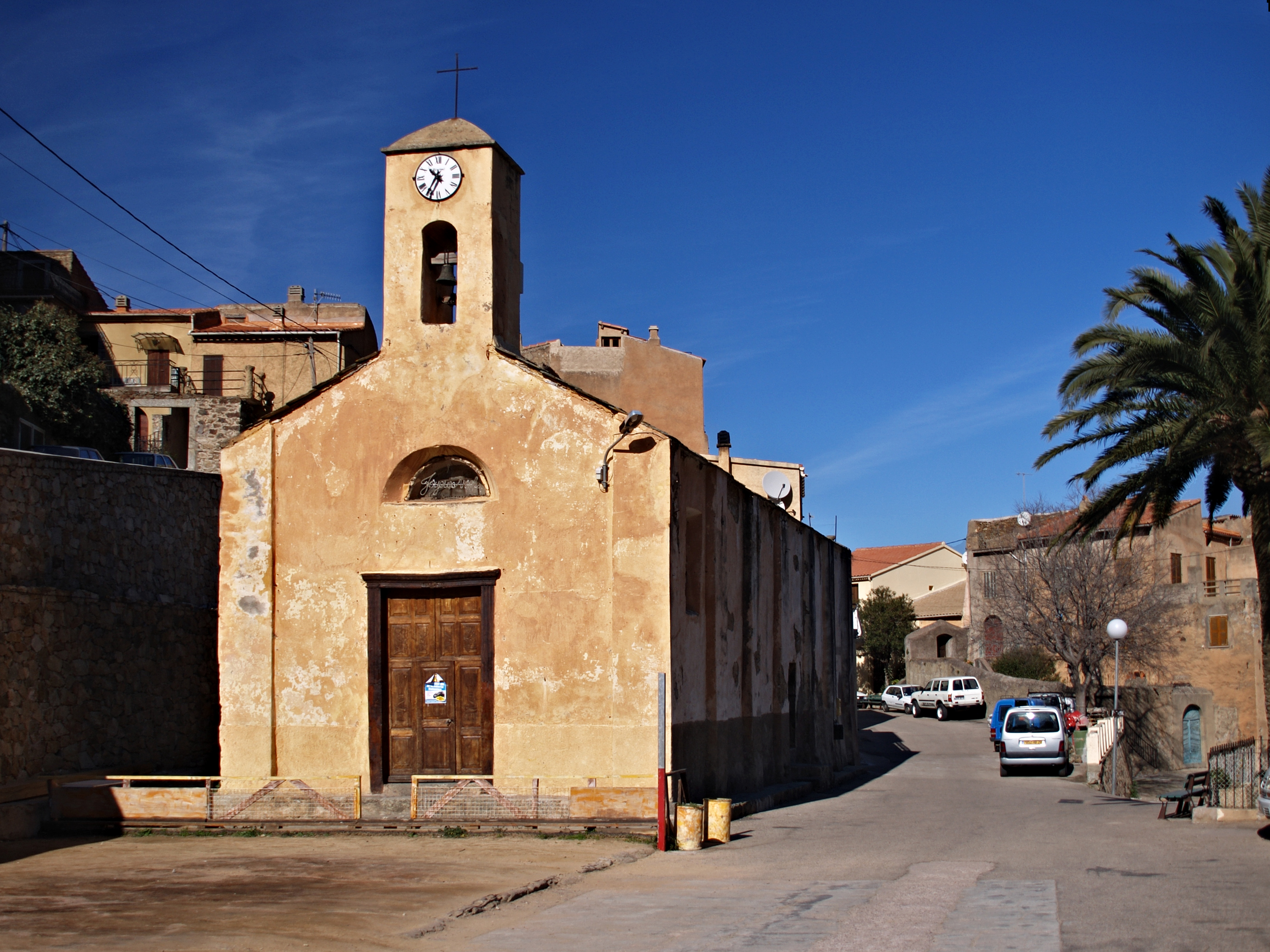
La Confrérie.

La Confrérie, restaurée récemment, abrite l’Association Per l'Animazione d'Ochjatana. Cette ancienne chapelle possède une acoustique remarquable. En période estivale y est ouvert un débit de boissons.
Notice no IA2B001099, sur la plateforme ouverte du patrimoine, base Mérimée, ministère français de la Culture

### Personnalités liées à la commune
- André Giusti (1906-1943), héros de la Résistance corse.
- Jean-Baptiste Guerini, né le 30.09.1886 à Occhiatana, lieutenant d’infanterie, mort pour la France lors de la bataille de Verdun le 14.03.1916. Décorée de la Croix de Guerre.
- Jérôme Mulas Benedetti, né à Occhiatana, poète et traducteur de plusieurs livres de la bible en langue corse. Grand prix de la chanson corse en 1980.
- Maestracci Damaso, sculpteur corse, ancien élève et premier prix de l'École des Beaux-Arts de Marseille, membre du Salon des artistes de Provence. Il s'était retiré à Occhiatana où il dirigeait un atelier de sculpture religieuse. Il est aussi l'auteur du monument aux morts du village. Mort en décembre 1976 à Occhiatana.